# Penganjang
Penganjang is een bestuurslaag in het regentschap Indramayu van de provincie West-Java, Indonesië. Penganjang telt 3588 inwoners (volkstelling 2010).